# Martin Knosp
Martin Knosp (Renchen, 7 ottobre 1959) è un ex lottatore tedesco, specializzato nella lotta libera.

## Palmarès

### Olimpiadi
- 1 medaglia:
  - 1 argento (Los Angeles 1984 nei pesi welter)